# Andrea Moroni
Andrea Moroni (sinh ngày 10 tháng 10 năm 1985) là một cầu thủ bóng đá người San Marino hiện tại thi đấu cho S.C. Faetano.
Anh ra sân cho Đội tuyển bóng đá quốc gia San Marino và ra mắt quốc tế năm 2011.